# Иван Донковски
Иван Илиев Донковски е български офицер, генерал-майор от Държавна сигурност.

## Биография
Роден е на 18 декември 1926 г. в ловешкото село Ломец. Между 28 февруари и 9 август 1951 г. е началник на отделение. След това става началник на отделение III степен. От 14 юли 1954 г. е началник на отделение II степен към управление II на Държавна сигурност. От 29 декември 1962 г. е заместник-началник на отдел до 1965 г., когато става началник на отдел. През 1965 г. изкарва 5 месечна школа в СССР. Ръководител е на оперативна група на МВР в СССР. От 3 април 1973 до 1 юли 1990 г. е заместник началник на Второ главно управление на Държавна сигурност.  Пенсионира се на 1 юли 1990 г.